# H. G. Ewers
 H.G. Ewers, pseudônimo de Horst Gehrmann  (Weißenfels em Saale, 1 de janeiro de 1930 – Weil am Rhein, 19 de setembro de 2013), é um autor de ficção científica alemão. 

## História
Após ter iniciado a trabalhar em uma empresa de autopeças, Gehrmann começou em 1956 a estudar medicina, em Saale, mas não conseguiu se formar por causa da sua postura extremamente crítica. Em vez de ser tornar um médico,  planejou uma fuga de Berlim, em 1961, para a Alemanha Ocidental. Ali, em 1962, escreveu sua primeira novela, chamada Planos em Chibbu, publicada sob o pseudônimo de H.G. Ewers. Em 1964 escreveu A expedição fatal, o seu primeiro livro da série Perry Rhodan – ele se tornou escritor constante da série a partir do volume 198(O planeta da última esperança – 1965). Também se tornou um escritor regular da série irmã, Atlan. 
Desde 1996 Gehrmann voltou a estudar medicina, na Universidade de Basel. Viajou por todo o mundo, inclusive pela Austrália, e se converteu ao budismo.  
Além de Perry Rhodan e Ren Dhark, escreveu uma novela sobre uma expedição a Marte, que aparece na internet. Ewers conquistou a oportunidade de treinar como um astronauta, com outros membros da Sociedade Marciana, por 14 dias, na estação de simulação em Utah. Ele experimentou todos os desafios que um genuíno astronauta marciano deverá enfrentar. 
Com Hans Kneifel, é um dos últimos autores que trabalharam com os fundadores da série Perry Rhodan.